# Cantorchilus griseus
Cantorchilus griseus е вид птица от семейство Орехчеви (Troglodytidae). Видът е незастрашен от изчезване.

## Разпространение
Видът е ендемичен за югозападната част на щата Амазонас в Бразилия.